# Mirebalais (arrondissement)
Mirebalais (em crioulo, Mibalè), é um arrondissement do Haiti, situado no departamento do Centro. De acordo com o censo de 2003, Mirebalais tem uma população total de 164910 habitantes.

## Comunas
O arrondissement de Mirebalais é composto por três comunas.
- Boucan-Carré
- Mirebalais
- Saut-d'Eau